# Jamath Shoffner
Jamath Shoffner (* 10. Juli 1978 in Greensboro, North Carolina) ist ein ehemaliger US-amerikanischer Fußballspieler und heutiger Trainer.

## Als Spieler

### Verein
Nach diversen Jugendteams und dem Abschluss des Colleges in den USA wechselte Shoffner 2001 zum irischen Verein FC Shelbourne und 2002 weiter zum damaligen deutschen Regionalligisten Borussia Neunkirchen. Von 2003 bis 2006 kehrte er in seine Heimat zurück und spielte für die Virginia Beach Mariners. Nach einem Jahr Pause ging er 2007 zum unterklassigen SV Weil 1910 nach Deutschland zurück. 2008 schloss er sich dem luxemburgischen Erstligisten Avenir Beggen an und war damit der erste US-Amerikaner der jemals in der Nationaldivision spielte. Nach wiederum nur einer Saison wechselte Shoffner zum Ligarivalen UN Käerjéng 97 und absolvierte dort zwei Partien in der 1. Qualifikationsrunde zur Europa League 2009/10 gegen Anorthosis Famagusta (0:5, 1:2). Anschließend kehrte Shoffner in der Winterpause 2010/11 zu Avenir Beggen zurück, wo seine aktive Karriere am 30. Juni 2011 endete.

### Erfolge
Saarlandpokalsieger: 2003

## Als Trainer
Von 2011 bis 2013 war Shoffner Trainer an der Wayland Baptist University in Texas. Nach der Rückkehr nach Luxemburg war er von 2014 bis 2016 Trainer der U-17-Nationalmannschaft, anschließend von 2016 bis 2017 Co-Trainer der luxemburgischen A-Nationalmannschaft. 2019 war er dann für ein halbes Jahr Co-Trainer des belgischen Zweitligisten Royal Excelsior Virton. Am 9. November 2021 übernahm er das Traineramt beim abstiegsgefährdeten FC Jeunesse Canach in der luxemburgischen Ehrenpromotion. Doch schon kurz nach Saisonende ging er zurück in die USA als Co-Trainer des MLS-Neulings Charlotte FC. Zur Saison 2023/24 kehrte Shoffner nach Luxemburg zurück, wo er das Traineramt bei F91 Düdelingen übernahm. Doch schon in der folgenden Winterpause machte er von seiner Vertragsklausel gebrauch, beim Angebot eines Profivereins wechseln zu dürfen und schloss sich im Januar 2024 dem belgischen Zweitligisten KV Ostende an. Doch nach nur 16 Ligaspielen und dem 13. Platz trennten sich am Saisonende die Wege schon wieder.